# Vasilij Petrovič Stasov
Vasilij Petrovič Stasov (in russo Василий Петрович Стасов?; Mosca, 1769 – Mosca, 1848) è stato un architetto russo.

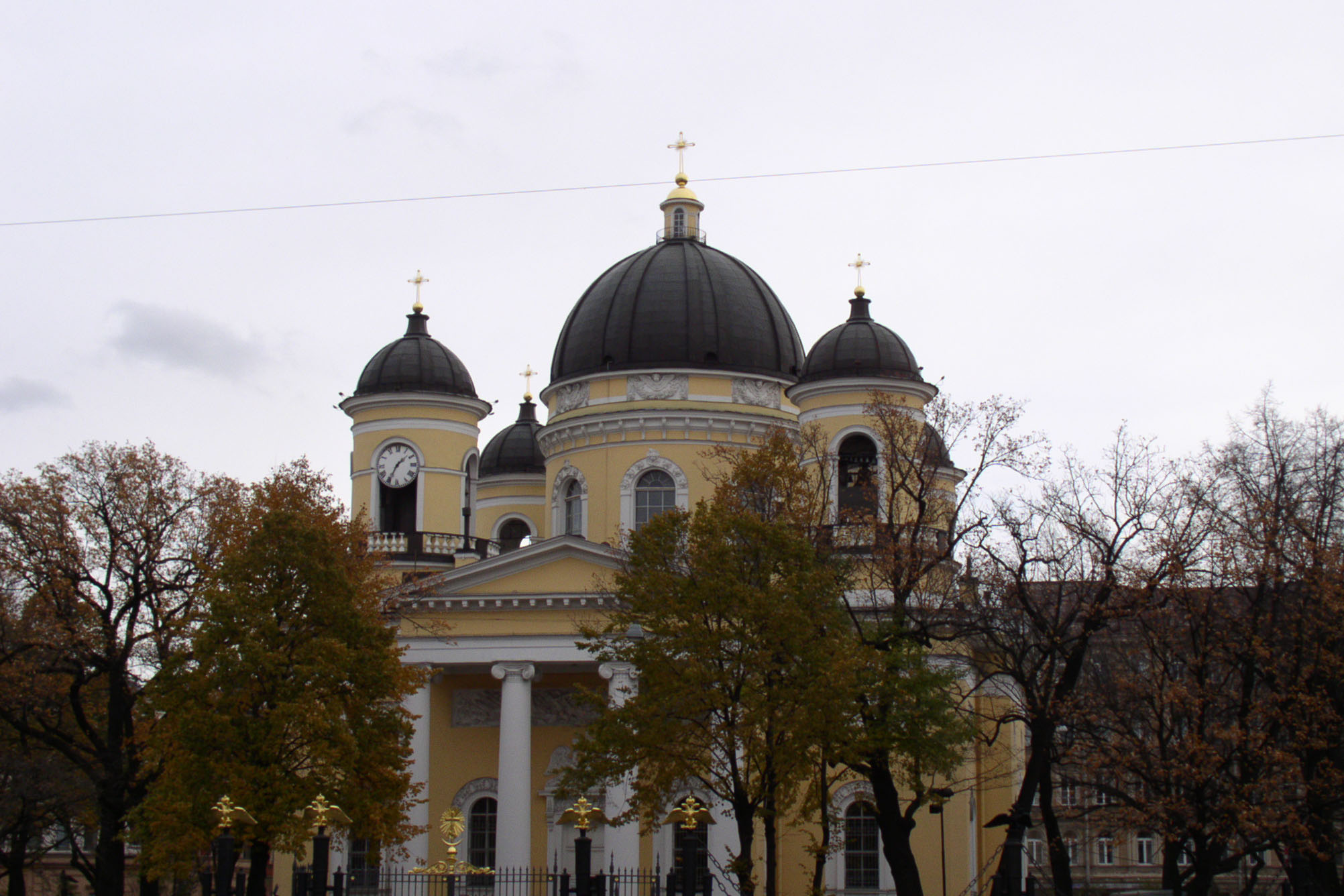
Cattedrale della Trasfigurazione di San Pietroburgo

Figlio di poveri contadini, ma dotato di un naturale e vivissimo gusto artistico, studiò le opere di Vasilij Ivanovič Baženov e di Matvej Fëdorovič Kazakov, due architetti che conobbe personalmente e che influirono sulla sua formazione culturale e le sue tendenze.
I suoi primi lavori, compiuti a Mosca agli inizi del XIX secolo, sono andati distrutti. Dal 1802 al 1808 viaggiò all'estero, in Francia, in Italia e altri paesi; in riconoscimento del suo talento l'Accademia Romana di San Luca lo nominò accademico nel 1807. Pochi anni dopo il suo ritorno in patria, anche San Pietroburgo gli conferì un uguale riconoscimento dell'Accademia delle Arti nel 1811.
Intensissima fu la sua attività. Tra le sue molte opere ricordiamo: La casa dei bazar, a Kostroma, del 1812-1820; le caserme Pavlovskij, dette anche edificio Lenenergo, del 1817-1818; le scuderie di corte, sulla Mojka, del 1817-1823; i magazzini viveri a San Pietroburgo, del 1819-1821; a Carskoe Selo (Villaggio Imperiale), modificò l'interno dei palazzi e ricostruì il maneggio, la serra e le scuderie, nel 1819-1823.
Del periodo 1817-1821 sono anche le delicate e armoniche porte d'ingresso alla fonte Ai miei cari camerati, edificate con colonne di severo stile dorico, a ricordo della campagna antinapoleonica.
Costruì inoltre due cattedrali a San Pietroburgo: la Cattedrale della Trasfigurazione dal 1827 al 1829 e la Cattedrale della Santa Trinità di Ismailov dal 1827 al 1835.
Negli ultimi quindici anni della sua attività, curò il completamento della Cattedrale di Smol'nij e di tutto il monastero, iniziato da Francesco Bartolomeo Rastrelli circa un secolo prima, e la ricostruzione del Palazzo d'Inverno, che un incendio aveva distrutto nel 1837.
Stasov, insieme all'architetto Carlo Rossi, rappresenta uno degli ultimi grandi esponenti del classicismo russo.
Suo figlio Vladimir fu un importante critico artistico, musicale e letterario.